# Luis Horna
Luis Horna Biscari, né le 14 septembre 1980 à Lima, est un joueur de tennis péruvien, professionnel de 1998 à 2009.

## Biographie

### Carrière en juniors
Horna fut un excellent joueur en juniors, atteignant la 4e place mondiale en simple en 1997 (et la 3e en double). Il a notamment atteint la finale du simple garçons à Roland-Garros en 1997, perdant contre l'Allemand Daniel Elsner. Horna a remporté Roland-Garros et Wimbledon en double avec le Vénézuélien José de Armas et le Chilien Nicolás Massú respectivement.

### Carrière professionnelle
Luis Horna s'est révélé durant l'édition de Roland-Garros en 2003, lorsqu'il bat en trois sets, au 1er tour, un des prétendants au titre, le no 5 mondial Roger Federer (7-66, 6-2, 7-63). Dans ce tournoi, il a également battu Mark Philippoussis au premier tour en 2004 et Tim Henman, alors no 8 mondial, lors du second tour de l'édition 2005. En Grand Chelem, il compte aussi une victoire sur Gaël Monfils à l'Open d'Australie 2006.
Il a remporté deux tournois en simple sur le circuit ATP à Acapulco en 2006 et Viña del Mar en 2007, et a perdu une finale à Long Island en 2004. Il a par ailleurs remporté six tournois sur le circuit Challenger en simple et autant en double.
Son meilleur classement ATP reste une 33e place atteinte le 30 août 2004. Sa surface de prédilection est la terre battue. Depuis 2005, sa carrière a décollé en double : il a remporté 6 tournois, dont Roland-Garros en 2008 avec l'Uruguayen Pablo Cuevas, après avoir battu les frères Bryan et la paire Nestor/Zimonjić en finale. Il prend sa retraite à la fin de la saison 2009.
Il a été le joueur central de l'Équipe du Pérou de Coupe Davis pendant 15 ans. Récipiendaire du Davis Cup Commitment Award, il possède un bilan de 28 victoires pour 7 défaites en simple. Il a amené son pays jusqu'au groupe mondial en 2008 (défaite contre l'Espagne).

## Palmarès

### Titres en simple messieurs
| No | Date       | Nom et lieu du tournoi            | Catégorie   | Dotation  | Surface      | Finaliste          | Score     |          |
| -- | ---------- | --------------------------------- | ----------- | --------- | ------------ | ------------------ | --------- | -------- |
| 1  | 27-02-2006 | Abierto Mexicano Telcel, Acapulco | Series Gold | 665 000 $ | Terre (ext.) | Juan Ignacio Chela | 7-65, 6-4 | Parcours |
| 2  | 29-01-2007 | Movistar Open, Viña del Mar       | Int' Series | 423 000 $ | Terre (ext.) | Nicolás Massú      | 7-5, 6-3  | Parcours |

### Finale en simple messieurs
| No | Date       | Nom et lieu du tournoi         | Catégorie   | Dotation  | Surface    | Vainqueur      | Score    |          |
| -- | ---------- | ------------------------------ | ----------- | --------- | ---------- | -------------- | -------- | -------- |
| 1  | 23-08-2004 | TD Waterhouse Cup, Long Island | Int' Series | 355 000 $ | Dur (ext.) | Lleyton Hewitt | 6-3, 6-1 | Parcours |

### Titres en double messieurs
| No | Date       | Nom et lieu du tournoi                       | Catégorie   | Dotation    | Surface      | Partenaire      | Finalistes                           | Score             |          |
| -- | ---------- | -------------------------------------------- | ----------- | ----------- | ------------ | --------------- | ------------------------------------ | ----------------- | -------- |
| 1  | 18-07-2005 | The Priority Telecom Open Amersfoort         | Int' Series | 355 000 $   | Terre (ext.) | Martín García   | Fernando González Nicolás Massú      | 6-4, 6-4          | Parcours |
| 2  | 25-09-2006 | Campionati Internazionali di Sicilia Palerme | Int' Series | 355 000 $   | Terre (ext.) | Martín García   | Mariusz Fyrstenberg Marcin Matkowski | 7-61, 7-62        | Parcours |
| 3  | 23-07-2007 | Austrian Open Kitzbühel                      | Series Gold | 732 000 $   | Terre (ext.) | Potito Starace  | Tomas Behrend Christopher Kas        | 7-64, 7-65        | Parcours |
| 4  | 07-01-2008 | Heineken Open Auckland                       | Int' Series | 439 000 $   | Dur (ext.)   | Juan Mónaco     | Xavier Malisse Jürgen Melzer         | 6-4, 3-6, [10-7]  | Parcours |
| 5  | 18-02-2008 | Copa Telmex Buenos Aires                     | Int' Series | 441 000 $   | Terre (ext.) | Agustín Calleri | Werner Eschauer Peter Luczak         | 6-0, 66-7, [10-2] | Parcours |
| 6  | 25-05-2008 | Roland-Garros Paris                          | G. Chelem   | 7 077 680 € | Terre (ext.) | Pablo Cuevas    | Nenad Zimonjić Daniel Nestor         | 6-2, 6-3          | Parcours |

### Finales en double messieurs
| No | Date       | Nom et lieu du tournoi                   | Catégorie   | Dotation  | Surface      | Vainqueurs                           | Partenaire      | Score              |          |
| -- | ---------- | ---------------------------------------- | ----------- | --------- | ------------ | ------------------------------------ | --------------- | ------------------ | -------- |
| 1  | 12-07-2004 | The Priority Telecom Open Amersfoort     | Int' Series | 355 000 $ | Terre (ext.) | Jaroslav Levinský David Škoch        | José Acasuso    | 6-0, 2-6, 7-5      | Parcours |
| 2  | 04-04-2005 | Grand-Prix Hassan II Casablanca          | Int' Series | 355 000 $ | Terre (ext.) | František Čermák Leoš Friedl         | Martín García   | 6-4, 6-3           | Parcours |
| 3  | 18-04-2005 | US Men's Clay Court Championship Houston | Int' Series | 355 000 $ | Terre (ext.) | Mark Knowles Daniel Nestor           | Martín García   | 6-3, 6-4           | Parcours |
| 4  | 11-09-2006 | BCR Open Romania Bucarest                | Int' Series | 355 000 $ | Terre (ext.) | Mariusz Fyrstenberg Marcin Matkowski | Martín García   | 65-7, 7-65, [10-8] | Parcours |
| 5  | 25-02-2008 | Abierto Mexicano Telcel Acapulco         | Series Gold | 769 000 $ | Terre (ext.) | Oliver Marach Michal Mertiňák        | Agustín Calleri | 6-2, 63-7, [10-7]  | Parcours |

## Parcours dans les tournois duGrand Chelem

### En simple
| Année | Open d'Australie | Open d'Australie | Internationaux de France | Internationaux de France | Wimbledon       | Wimbledon    | US Open         | US Open          |
| ----- | ---------------- | ---------------- | ------------------------ | ------------------------ | --------------- | ------------ | --------------- | ---------------- |
| 2002  | —                | —                | —                        | —                        | —               | —            | 1er tour (1/64) | J. van Lottum    |
| 2003  | 1er tour (1/64)  | F. Vicente       | 2e tour (1/32)           | M. Verkerk               | 1er tour (1/64) | J. Novák     | 1er tour (1/64) | L. Burgsmüller   |
| 2004  | 1er tour (1/64)  | R. Ginepri       | 2e tour (1/32)           | G. Blanco                | 1er tour (1/64) | M. Ančić     | 1er tour (1/64) | V. Spadea        |
| 2005  | 1er tour (1/64)  | I. Ljubičić      | 3e tour (1/16)           | V. Hănescu               | 1er tour (1/64) | K. Kučera    | 1er tour (1/64) | J. Acasuso       |
| 2006  | 3e tour (1/16)   | P.-H. Mathieu    | 1er tour (1/64)          | N. Djokovic              | 1er tour (1/64) | F. González  | 2e tour (1/32)  | R. Nadal         |
| 2007  | 1er tour (1/64)  | M. Mirnyi        | 1er tour (1/64)          | N. Massú                 | 1er tour (1/64) | A. Calleri   | 2e tour (1/32)  | N. Almagro       |
| 2008  | 1er tour (1/64)  | A. Calleri       | 2e tour (1/32)           | G. Monfils               | 1er tour (1/64) | R. Karanušić | 1er tour (1/64) | P. Kohlschreiber |

N.B. : à droite du résultat se trouve le nom de l'ultime adversaire.

### En double
| Année | Open d'Australie               | Open d'Australie     | Internationaux de France    | Internationaux de France | Wimbledon                    | Wimbledon             | US Open                     | US Open                   |
| ----- | ------------------------------ | -------------------- | --------------------------- | ------------------------ | ---------------------------- | --------------------- | --------------------------- | ------------------------- |
| 2003  | —                              | —                    | 1er tour (1/32) F. Browne   | D. Bowen A. Fisher       | —                            | —                     | 1er tour (1/32) J. I. Chela | J. Novák R. Štěpánek      |
| 2004  | 1er tour (1/32) L. Burgsmüller | X. Malisse O. Rochus | 1er tour (1/32) López Morón | W. Black K. Ullyett      | 1er tour (1/32) J. I. Chela  | G. Kisgyörgy Ł. Kubot | 1er tour (1/32) J. Acasuso  | J. Palmer P. Vízner       |
| 2005  | —                              | —                    | —                           | —                        | 1er tour (1/32) M. García    | K. Beck J. Levinský   | 1er tour (1/32) M. García   | J. Benneteau N. Mahut     |
| 2006  | 1er tour (1/32) M. García      | S. Aspelin T. Perry  | —                           | —                        | —                            | —                     | 1er tour (1/32) M. García   | L. Burgsmüller T. Parrott |
| 2007  | 1er tour (1/32) N. Lapentti    | M. Mertiňák P. Pála  | 1er tour (1/32) I. Andreev  | T. Oger N. Tourte        | —                            | —                     | 2e tour (1/16) A. Calleri   | S. Aspelin J. Knowle      |
| 2008  | 1er tour (1/32) S. Koubek      | P. Hanley L. Paes    | Victoire P. Cuevas          | D. Nestor N. Zimonjić    | 2e tour (1/16) L. Arnold Ker | C. Kas R. Wassen      | 2e tour (1/16) P. Cuevas    | R. De Voest A. Fisher     |
| 2009  | —                              | —                    | 1/8 de finale P. Cuevas     | I. Kunitsyn Toursounov   | —                            | —                     | —                           | —                         |

N.B. : le nom du ou de la partenaire se trouve sous le résultat ; le nom des ultimes adversaires se trouve à droite.